# Wan Yanhai
Wan Yanhai (chinois : 万延海 ; pinyin : Wàn Yánhǎi) est un des plus éminents militants chinois en matière de SIDA en Chine né le 20 novembre 1963. Il a fondé l'Institut d'Aizhixing de Santé Education, (愛知行健康教育研究所) une ONG sur le SIDA (Aizhi Action Project). Il fut enlevé le 24 août 2002 car il avait contribué à diffuser l'information sur le scandale du sang contaminé en chine; il fut libéré le 20 septembre 2002.
En juillet 2000, l'écrivain Wang Lixiong a présenté Hu Jia à Wan Yanhai et Hu Jia est devenu impliqué dans le travail de prévention du SIDA et a pris une part active dans l'ONG fondée par Wan Yanhai.
En novembre 2006, il a participé une conférence internationale pour les Principes de Jogjakarta pour les droits de LGBT, et aussi participé aux Outgames mondiaux en 2009.　
En mai 2010, sous une pression continuelle de la part des autorités chinoises, craignant pour sa vie, il s'enfuit de Chine et trouve refuge avec sa famille aux États-Unis. Il est un des signataires de la Charte 08 et va participer à la cérémonie pour le Prix Nobel de la paix à Liu Xiaobo.